# Opisthocheiron fallax
Opisthocheiron fallax är en mångfotingart som beskrevs av Ribaut 1922. Opisthocheiron fallax ingår i släktet Opisthocheiron och familjen Opisthocheiridae. Inga underarter finns listade i Catalogue of Life.